# Cathédrale Saint-Pierre de Scranton
Pour les articles homonymes, voir Cathédrale Saint-Pierre.
La cathédrale Saint-Pierre (St. Peter's Cathedral) est l'église-mère du diocèse de Scranton en Pennsylvanie.

## Historique
L'édifice est construit en 1867 pour servir d'église paroissiale à la communauté paroissiale de Saint-Vincent-de-Paul. Elle est agrandie et embellie en 1883-1884 et consacrée comme cathédrale du nouveau diocèse le 28 septembre 1884. Elle devient alors la cathédrale Saint-Pierre. Les vitraux sont issus des ateliers du Français Durang et de l'Allemand Franz Mayer.

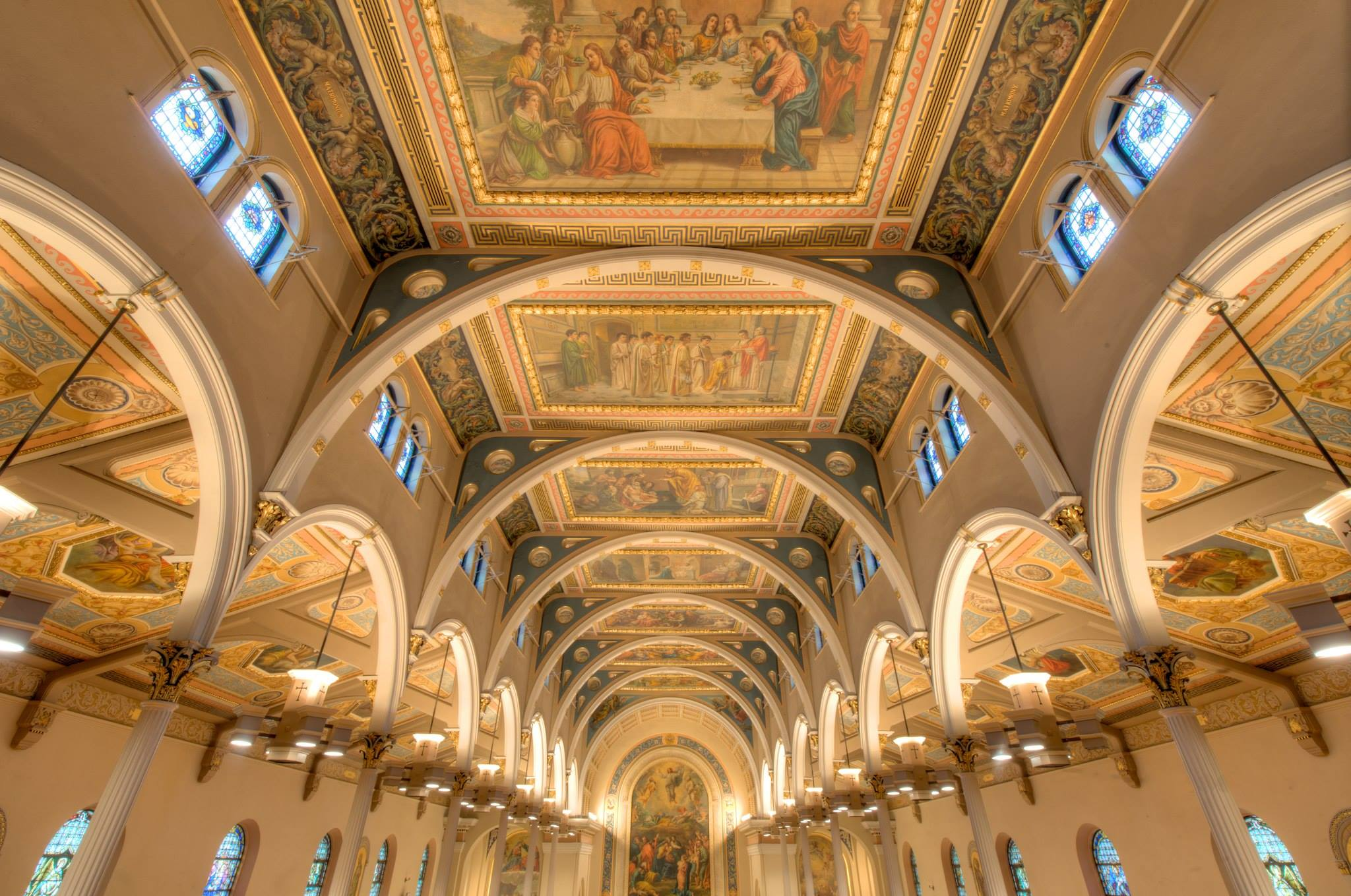
Peintures murales du plafond de Gonippo Raggi.

Le presbytère date de 1908.

## Source
- (en) Cet article est partiellement ou en totalité issu de l’article de Wikipédia en anglais intitulé « St. Peter's Cathedral (Scranton, Pennsylvania) » (voir la liste des auteurs).

### Articles liés
- Liste des cathédrales des États-Unis
- Diocèse de Scranton
- Liste des évêques de Scranton